# The Road Dance
The Road Dance è un film del 2021 scritto e diretto da Richie Adams, e basato sul romanzo omonimo del giornalista John MacKay.

## Trama
(Robert Louis Stevenson)
Isola di Lewis, Ebridi Esterne della Scozia, 1904. Mentre la piccola Kirsty gioca col padre sulla costa, lui le accenna al desiderio di trasferirsi in un posto considerato più "gentile", ossia gli Stati Uniti d'America, che forse un giorno potranno realizzare.
Villaggio di Gearrannan, 1916. Kirsty è rimasta orfana di padre (morto di cancro), lavora la terra insieme alla madre Mairi e alla sorella Annie, e ha una relazione con Murdo (anche lui senza padre, morto in mare), col quale condivide il sogno di raggiungere l'America. Lui e altri ragazzi però dovranno presto combattere nel Fronte occidentale nella prima guerra mondiale, dunque prima della partenza viene organizzato un ballo per salutarli.
Nella notte, Kirsty va a fare una passeggiata da sola su una scogliera ma viene aggredita alle spalle da un uomo che poi la violenta. Kirsty viene soccorsa da Murdo e curata dal dottor Maclean, al quale dice di ricordare solo di aver sbattuto la testa contro una roccia; il mattino seguente, tornata a casa, la ragazza capisce di essere stata vittima di stupro. Poco dopo, i ragazzi partono per il Fronte.
Qualche tempo dopo, Kirsty scopre con orrore di essere rimasta incinta dalla violenza e cerca di nasconderla. Per ringraziare il dottor Maclean di aver curato la figlia, Mairi lo invita a cena con loro; l'uomo racconta della sua vita passata come medico a Londra, dove viveva con la moglie, e del perché è giunto nel loro piccolo villaggio. Nel frattempo, Kirsty intrattiene una corrispondenza con Murdo e rivela alla sorella il proprio stato. Angus torna dal Fronte privo di un braccio e dice a Kirsty che Murdo gli ha salvato la vita, ma che forse non ce l'ha fatta perché nessuno lo ha trovato mentre è stata rinvenuta una collana che la ragazza riconosce essere appartenuta a lui.
Mairi dice a Annie di aver capito che Kirsty è incinta, ma entrambe sono convinte che il padre del nascituro sia Murdo; tuttavia, il mattino seguente Kirsty rivela loro che la notte del ballo è stata stuprata da un uomo che non è riuscita a identificare. La ragazza decide di farsi visitare dal dottor Maclean, ma la madre è contraria perché altrimenti diventerà l'oggetto di maldicenze. Proprio in quel momento a Kirsty si rompono le acque ed è costretta a partorire in casa e nasce un maschio cagionevole perché nato a sette mesi; nonostante tutto Kirsty vorrebbe tenerlo con sé, ma la madre le suggerisce di non farsi vedere con lui.
Nella notte, Mairi dice ad Annie che è meglio per Kirsty e il neonato se quest'ultimo verrà portato fuori dal villaggio, e Kirsty, che origlia la conversazione, decide di rapirlo mentre loro due dormono. Con solo una lanterna a fare luce, Kirsty prova a raggiungere il dottore per far visitare il figlio, ma si accorge che questo è morto; Annie raggiunge la sorella ma Kirsty, disperata, si getta in mare.
Kirsty viene salvata, ma viene trovato anche il corpo del figlio. Questo porta il guardiano McRae a parlare col dottor Maclean perché l'aveva visitata la notte del ballo, ed entrambi si recano da Mairi e Annie chiedendo di parlare con Kirsty. La ragazza si rifiuta di parlare, ma il dottore prova a rivolgerle qualche parola e la convince a farsi visitare. Il dottore dichiara al guardiano che Kirsty non ha mai partorito, ma lui sente che c'è qualcosa che non va, perciò gli chiede di visitarla nuovamente e contatta il dottor Connolly per accertare la veridicità del secondo esame. Anche Connolly afferma che Kirsty è vergine, ma McRae continua a nutrire dubbi sebbene Maclean cerchi di convincerlo che è tutto risolto.
Kirsty rimugina sempre più spesso e alla fine si reca dal dottor Maclean, parlandogli del dolore provato dalla notte del ballo fino ad ora, accusandolo apertamente di essere stato lui ad averla stuprata e che presto tutti verranno a sapere che razza di uomo è in realtà. Il dottore prova a scusarsi, ma Kirsty gli risponde che lei non lo perdonerà mai. Mentre torna a casa, Kirsty incrocia il guardiano McRae ed entrambi sentono uno sparo provenire dalla casa del dottore.
Kirsty rivela alla madre e alla sorella che quando il dottor Maclean è venuto a visitarla ha sentito che il suo alito odorava di whiskey, lo stesso che proveniva dall'uomo che l'ha violentata, quindi il colpevole è lui. Il guardiano McRae irrompe nella loro casa e spiega che il dottore si è suicidato, aggiungendo che evidentemente hanno fatto visitare al dottor Connolly Annie al posto di Kirsty; Mairi difende la figlia e gli dice che è stato proprio il dottore a stuprare Kirsty, e, con il supporto della vicina Peggy, la quale dichiara che lui ha la possibilità di scegliere mentre la ragazza non l'ha avuta, lo convince a lasciar perdere.
Kirsty decide di iniziare una nuova vita in America e, dopo aver salutato calorosamente la famiglia e gli altri abitanti (compreso Skipper, un uomo che vive isolato ed è considerato strano, il quale le consegna il ciondolo di Murdo), prende un traghetto che la porta a New York, dove suo zio vive in un condominio. Qualche tempo dopo, la ragazza riceve una visita del tutto inaspettata: si tratta di Murdo, che è stato tenuto prigioniero dai tedeschi fino alla fine della guerra; tornato a Gearrannan, il ragazzo è venuto a sapere tutto ciò che le è successo da Mairi. I due si baciano, finalmente riuniti.

## Riconoscimenti
- 2021 – Edinburgh International Film Festival[1][2]
  - Miglior film - Premio del pubblico
- 2022 – Manchester International Film Festival[1][2]
  - Miglior film - Premio della giuria
- 2023 – Sedona Film Festival[1][2]
  - Miglior film drammatico